# Neomaso claggi
Espèce
Neomaso claggi est une espèce d'araignées aranéomorphes de la famille des Linyphiidae.

## Distribution
Cette espèce se rencontre au Chili et en Géorgie du Sud. Elle se rencontre dans les régions des Lacs, d'Aisén et de Magallanes.

## Description
Le mâle décrit par Miller en 2007 mesure 1,48 mm et la femelle 1,55 mm.

## Étymologie
Cette espèce est nommée en l'honneur de Harry B. Clagg.

## Publication originale
- Forster, 1970 : Araneae: Spiders of South Georgia. Pacific Insects Monographs, vol. 23, p. 31-42 (texte intégral).